# Baptist Knieß

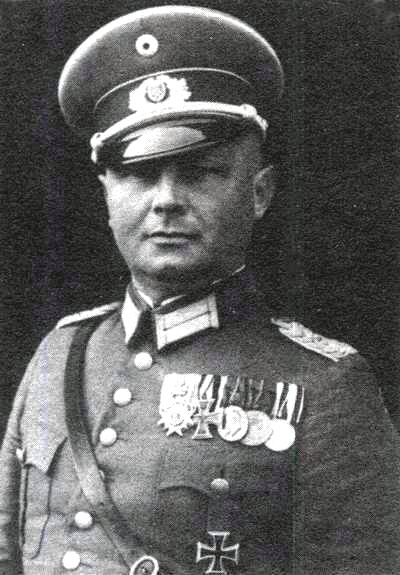
Baptist Knieß als Reichswehroffizier, um 1930.

Baptist Knieß (* 17. April 1885 in Grünstadt; † 10. November 1956 in München) war ein deutscher General der Infanterie im Zweiten Weltkrieg.

## Leben

### Bayerische Armee
Knieß trat am 8. Juli 1906 als Fähnrich in die Bayerische Armee ein und wurde Berufssoldat. Am 9. März 1908 avancierte er zum Leutnant im 5. Infanterie-Regiment „Großherzog Ernst Ludwig von Hessen“. Knieß nahm am Ersten Weltkrieg teil; am 30. November 1914 erhielt er die Beförderung zum Oberleutnant, am 18. Dezember 1915 zum Hauptmann. Für seinen Kriegseinsatz wurde er mit beiden Klassen des Eisernen Kreuzes, dem Militärverdienstorden IV. Klasse mit Schwertern und Krone, sowie mit der Hessischen Tapferkeitsmedaille ausgezeichnet.

### Weimarer Republik
Nach Kriegsende wechselte Knieß kurzfristig in ein Freikorps, bei der Bildung des Übergangsheeres kam er von dort zum Reichswehr-Schützen-Regiment 41. Dann versetzte man ihn zum 19. (Bayerisches) Infanterie-Regiment. Hier wirkte er als Kompaniechef, ab Frühjahr 1924 bei der 4. (MG)Kompanie der Einheit, in München. Ab 1925 fand er Verwendung beim Stab des I. Bataillons des Regiments. Am 1. April 1928 kam er zur Kommandantur Borkum und erhielt dort mit Datum vom 1. Dezember 1928 seine Beförderung zum Major. Im Mai 1930 wurde er als solcher zum 21. (Bayerisches) Infanterie-Regiment nach Erlangen versetzt, wo er als Kommandeur des Ausbildungs-Bataillons fungierte.

### Zeit des Nationalsozialismus
Am 1. April 1933 ernannte man Knieß zum Oberstleutnant, am 1. April 1934 wechselte er in den Stab des Kommandanten von Regensburg. In der Wehrmacht (seit 16. März 1935) setzte sich der berufliche Aufstieg fort. Er wurde am 19. April 1935 Oberst und avancierte mit Datum vom 1. Oktober 1935 zum Kommandeur des Infanterie-Regiments 63 in Ingolstadt. Am 1. Juni 1938 erhielt der Pfälzer die Ernennung zum Generalmajor und übernahm am 1. April 1939 das Amt des Landwehr-Kommandeurs Heilbronn. Bei der Mobilmachung am 26. August 1939 avancierte Knieß zum Kommandeur der 215. Infanterie-Division (Oberrhein/Saarpfalz). Mit dieser bezog er bei Beginn des Zweiten Weltkriegs Stellungen im Westen und führte sie dann im Frühjahr 1940 auch in den Frankreich-Feldzug. Dabei wurden ihm beide Wiederholungsspangen zu seinen früheren Eisernen Kreuzen verliehen. Am 1. Juli 1940 beförderte man ihn zum Generalleutnant, er blieb mit seiner Division als Besatzungstruppe in Frankreich. Ende 1941 kam die 215. Infanterie-Division in Nordrussland zum Einsatz, wieder unter der Führung von Knieß. Am 3. August 1942 wurde ihm die Medaille Winterschlacht im Osten und für persönliche Tapferkeit das Deutsche Kreuz in Gold verliehen. Mit Datum vom 12. November 1942 gab Knieß sein Kommando bei der 215. Infanterie-Division ab.
Am 1. Dezember 1942 zum General der Infanterie befördert, fungierte er nun als Kommandierender General des LXVI. Reservekorps in Clermont-Ferrand. Anfang April 1943 wurde er durch die Umbenennung seines Stabes zum Kommandierenden General des „Generalkommando Knieß“. Zum 10. Mai 1943 wechselte er in die Führerreserve und übernahm Mitte Juni 1943 erneut das LXVI. Reservekorps als Kommandierender General. Am 7. September 1943 beauftragte man Knieß mit der Aufstellung der Führungsgruppe des Stabes Südfrankreich. Im Oktober 1943 erfolgte die Ernennung als Kommandierender General des „Korps Knieß“. Durch die Umbenennung seiner Einheit wurde er am 10. Juli 1944 zum Kommandierenden General des LXXXV. Armeekorps. Im März 1945 befehligte er deutsche Truppen, die vergeblich versuchten, die amerikanische Operation Undertone aufzuhalten.
Ende März 1945 gab er sein Kommando ab und wurde erneut in die Führerreserve versetzt.

### Nachkriegszeit
Im Mai 1945 geriet Knieß in Kriegsgefangenschaft, aus der er im Juli 1947 entlassen wurde und fortan im Ruhestand in München lebte. Dort verstarb er 1956.